# La Sangre de Verónika
La Sangre de Verónika (también conocida por la sigla LSDVK) es una banda punk uruguaya, formada en Montevideo en 1989. Con más de 30 años de actividad ininterrumpida ha logrado hacerse un lugar en el rock uruguayo. Ha tocado con importantes bandas y figuras del punk, entre ellas The Boys, Duncan Reid, TV Smith, Richie Ramone, CJ Ramone, Marky Ramone, Los Violadores, Mal Momento, Flema, Dos Minutos, Attaque 77, etc., además de brindar espectáculos en varias ciudades y países.

## Historia
Su primera presentación oficial, en vivo, se remonta a junio de 1991 en el teatro "La Candela" de Montevideo. En el año 1992 editan su primer demo, denominado "Contra-Kultura". 
En 1993 fundan una cooperativa abocada a brindar apoyo y difusión a bandas nuevas denominada C.A.O (Cooperativa de Acción Organizada). 
En 1994 sacan su segundo demo, "Esta no es otra historia de amor", obteniendo una muy buena crítica por la prensa underground, tanto en Uruguay como en Argentina.
En este año comparten escena con los argentos N.D.I.
En 1995 se presentan junto a la banda argentina Fun People en el Platense Patín Club de Montevideo. También editan, de forma independiente, un demo llamado "Tarde para todo", siendo presentado el 30 de diciembre del mismo año en un local llamado "La Cueva" y forman parte de la segunda edición del compilado P.E.A.C.E. de RADICAL RECORDS (USA) representando a Uruguay.
El 22 de septiembre de 1997 firman con el sello Sondor por 3 años, editando su primer disco oficial "En el lugar y en el momento equivocado". 
En 1998 grabaron el video de su canción "El Extremo" el cual fue difundido por varios canales de aire y cable.
A comienzos de 1999 se presentaron en el balneario Atlántida junto a otras bandas tales como Buenos Muchachos y Buitres Después de la Una.
En ese año fueron invitados por primera vez a presentarse en las "carpas" (presentaciones artísticas realizadas en carpas que van rotando por los diferentes barrios de Montevideo) organizadas por la intendencia de la ciudad, también en ese año comparten shows con "Los Violadores" y "Dos Minutos".
En el año 2000 publican su segundo álbum "Arde Uruguay" el cual fue presentado en distintos pubs montevideanos terminando en una increíble presentación en MILENIO con lleno total. En 2002 son invitados al festejo de los 15 años de MAL MOMENTO actuando en el mítico CEMENTO junto a todo el punk porteño.
En el año 2003 editan su tercer álbum "Somos vuestro semen" bajo el sello "Bizarro Records" conteniendo 13 canciones nuevas con prólogo de Enrique Symns escrito exclusivamente para el disco.
Una particularidad de este álbum es que fue considerado como el poseedor de "la peor portada de un álbum", y fue presentado en varios locales del underground de Montevideo y en un gran show junto a Attaque 77 en La Factoría.
El 2004 los encuentra girando por varias ciudades de Argentina con motivo de la presentación de "Somos vuestro semen".
En 2005 la banda cumple 15 años y graban su cuarto álbum denominado "15 años (de mierda)" contando con las participaciones de Tabaré Rivero y Mónica Navarro, integrantes de La Tabaré. En el 2006 giran por varias ciudades de Brasil y comparten tablas con Marky Ramone.
En el 2008 editan su quinto álbum, esta vez de forma independiente, denominado "El otro está en Montevideo, tributo a la figura de Isidore Ducasse, poeta maldito nacido en Montevideo.
Es en este año donde comparten escena con CJ Ramone, tocando 3 temas de RAMONES con CJ como bajista invitado.
En el 2009 LSDVK celebra sus 20 años de vida con un show memorable en el ESPACIO SATS, llevando una vez más el rock a los barrios, también ese año forman parte del mítico compilado argento INVASIÓN '09, esta vez con toda la escena hardcore-punk latina, teniendo una buena crítica de parte de distintos medios latinos.
En 2010 la revista japonesa EL ZINE en su VOL. 9 publica un extenso artículo sobre LSDVK, considerándolos "una de las más interesantes bandas punks latinas".
Reciben ofertas para realizar un par de shows en Tokio y acceden a varias entrevistas para la prensa japonesa.
Para abril de 2011 fueron los anfitriones de la banda pionera del punk inglés:
THE BOYS (primera banda "original UK punk" en pisar Uruguay), en un show cargado de emoción. 
En abril de 2013 vuelven a ser anfitriones de Duncan Reid y TV Smith y al mes siguiente entran a grabar su disco homònimo producido por Renzo Teflòn en el cual participan Fabiàn "Hueso" Hernàndez Los Estòmagos y Duncan Reid. 
En julio de 2014 es editado por Sondor. El disco fue masterizado en Francia por Luis Mazzoni.

## Discografía

### Demos
- Contra-Kultura (1992)
- No Justice No Peace (1993)
- Esta no es otra historia de amor (1994)
- Tarde para todo (1995)

### Álbumes
- En El Lugar y En El Momento Equivocado (Sondor 1997)
- Arde Uruguay (Sondor 2000)
- Somos Vuestro Semen (Bizarro Records 2895-2. 2003)
- 15 años (de mierda) (Bizarro Records 3337-2. 2005)
- El Otro Está en Montevideo (Independiente 2008)
- La Sangre de Verónika (Sondor 2014)
- Breves Días En La Nación Bastarda (Sondor 2021)